# Peugeot 3008 I
Peugeot 3008 je pětidveřový MPV vůz automobilky Peugeot vyráběný pro evropský trh v letech 2009–2013 a v Číně 2012–2016. Koncept tohoto vozu byl představen na pařížském autosalonu 2008.

## Galerie

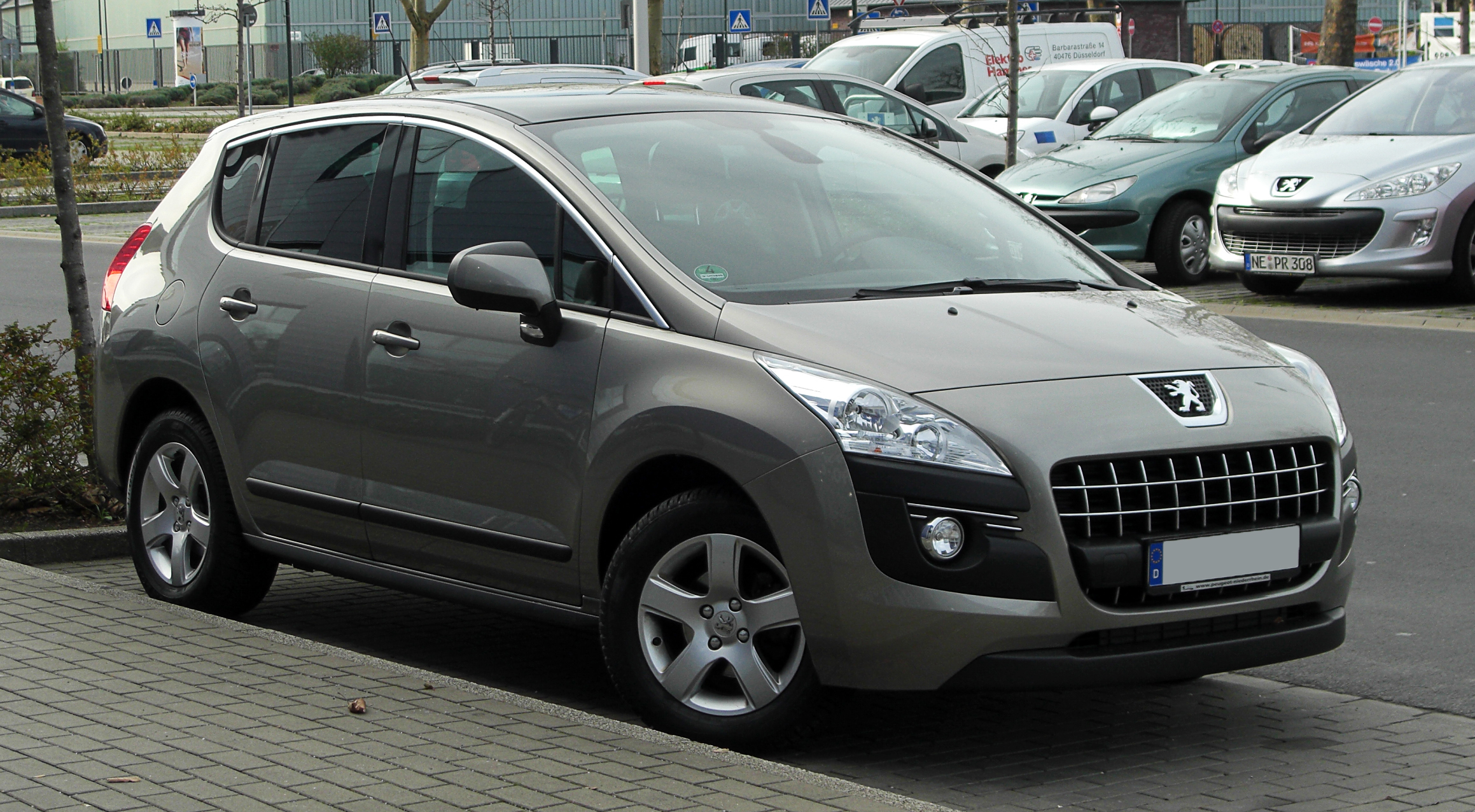

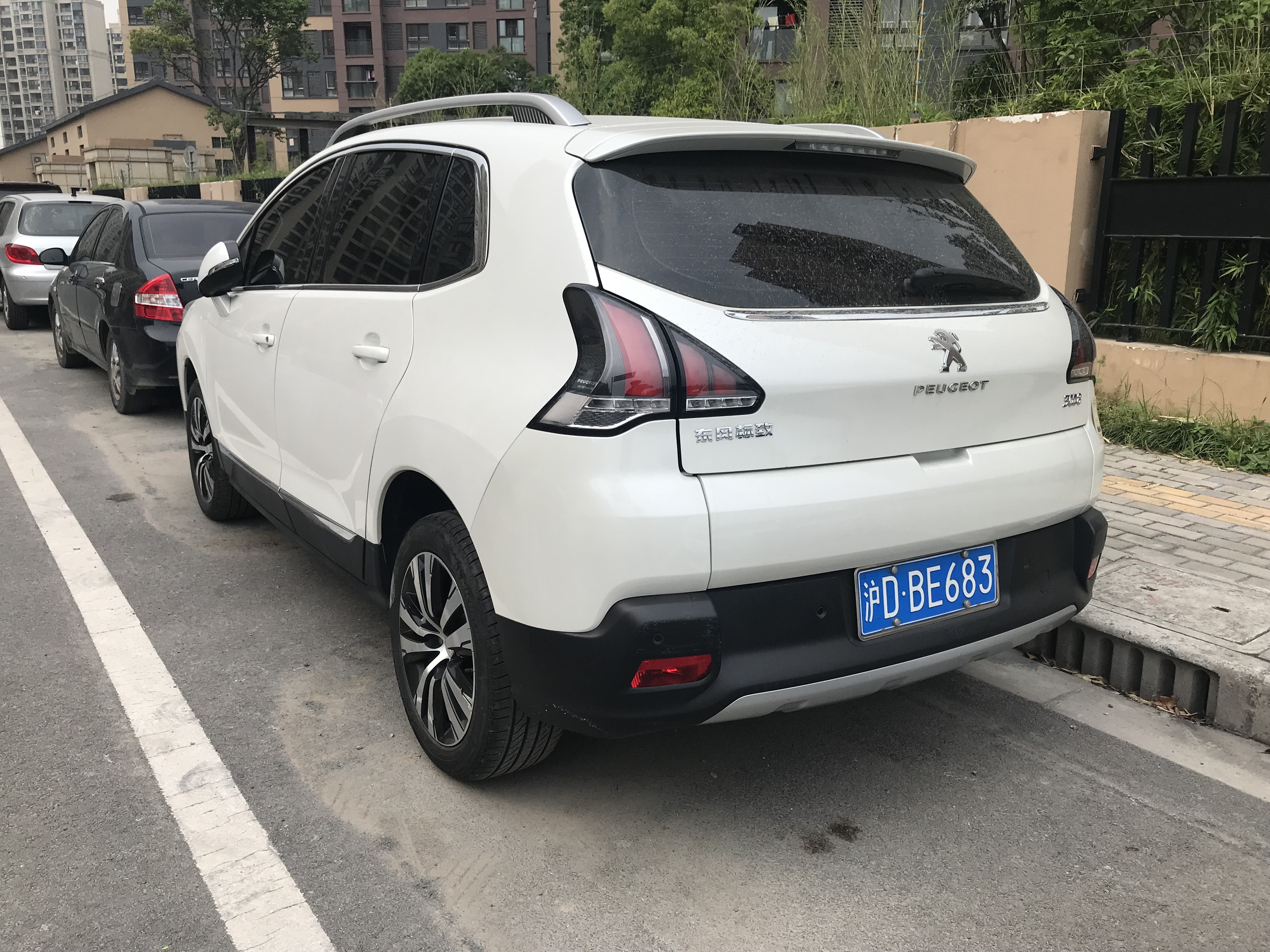